# Żmerynka (stacja kolejowa)
Żmerynka (ukr. Жмеринка) – węzłowa stacja kolejowa w Żmerynce, w obwodzie winnickim, na Ukrainie. Węzeł linii do Kijowa, Odessy i Lwowa.
Żmerynka obsługuje połączenia krajowe i międzynarodowe (m.in. do Polski).

## Historia
Otwarcie stacji nastąpiło w 1865 roku w ramach budowy linii kolejowej między Kijowem a Bałtą. Położona była pomiędzy stacjami Brajłów i Jaroszenka. W 1871 z Żmerynki wybudowano linię do granicy z Austro-Węgrami (następna stacja Serbinowce).
W latach 2010–2013 została wyremontowana. 